# Elly Plooij-van Gorsel
Pieternella Cornelia (Elly) Plooij-van Gorsel (ur. 20 marca 1947 w Tholen) – holenderska polityk, psycholog i przedsiębiorca, deputowana do Parlamentu Europejskiego (1994–2004).

## Życiorys
W 1971 ukończyła studia psychologiczne na Uniwersytecie w Utrechcie. Podjęła następnie pracę na Uniwersytecie w Lejdzie, gdzie w 1980 uzyskała stopień naukowy doktora. Zaangażowała się w działalność liberalnej Partii Ludowej na rzecz Wolności i Demokracji (VVD), reprezentowała ją w radzie miejskiej w Alkemade. Redagowała też partyjny biuletyn kobiecy „Liberale Vrouw”. W 1987 zajęła się działalnością biznesową, organizując profesjonalne seminaria i konferencje naukowe, a od 1991 zarządzając prywatną firmą w Utrechcie.
W wyborach w 1994 i 1999 z ramienia VVD uzyskiwała mandat posłanki do Parlamentu Europejskiego IV i V kadencji. Należała do grupy liberalnej, pracowała m.in. w Komisji Przemysłu, Handlu Zewnętrznego, Badań Naukowych i Energii. Od 2001 do 2002 była wiceprzewodniczącą Europarlamentu, w którym zasiadała do 2004. Po odejściu z PE zajęła się działalnością doradczą.